# قاعدة أفيانو الجوية
قاعدة أفيانو الجوية هي قاعدة جوية أمريكية في شمال شرق إيطاليا، في إقليم فريولي فينيتسيا جوليا. تقع في بلدية أفيانو، عند سفح جبال الألب على بعد حوالي 15 كم من بوردينوني.